# Harry Lehmann (Systemanalytiker)
Harry Lehmann (* 30. November 1954 in Peru) ist ein Energie- und Ressourcenexperte und langjähriger Leiter des Fachbereichs „Umweltplanung und Nachhaltigkeitsstrategien“ im Umweltbundesamt. Er ist Gründungsdirektor des PtX Lab Lausitz und seit September 2023 Mitglied im Club of Rome.

## Tätigkeiten
Lehmann hat seine berufliche Tätigkeit in der Elementarteilchenphysik und numerischen Physik begonnen. Erste Untersuchungen zum Klimawandel führten ihn dann 1985 zum Wechsel in die angewandte Umweltforschung. In seinen Arbeiten verknüpft er insbesondere die Themenkomplexe Ressourcen- und Energiewende. Der Schwerpunkt seiner Arbeiten dienen der holistischen und systemübergreifenden Lösungssuche für die Probleme der Nachhaltigkeit im Anthropozän. Schon in den 90er Jahren hat Lehmann Szenarien zur vollständigen – 100 % - Versorgung mit erneuerbaren Energien geschrieben. Bereits in seiner Arbeit am Wuppertal Institut, als Leiter der Systemanalyse, verknüpfte er die notwendige Transformation verschiedener Sektoren mit dem Ressourcenbedarf. Als Leiter des Fachbereiches Leiter I, „Umweltplanung und Nachhaltigkeitsstrategie“ hat er 17 Jahre an der Schnittstelle von Wissenschaft und Politik gearbeitet. Dabei hat er an gekoppelten Szenarien gearbeitet ("RESCUE"-Studie des Umweltbundesamtes). Eine Schlüsselrolle bei der Transformation in eine nachhaltige Zukunft wird laut Lehmann die "Sektorkopplung" (Die Vernetzung des Stromsektors mit allen anderen Sektoren wie Industrie und Verkehr) spielen. Power-to-X"-Technologien (PtX) sind laut Lehmann wichtiges Instrument für die Sektorkopplung: Sie nutzen Strom ("Power"), um Wasserstoff zu erzeugen, der dann zur Herstellung anderer Kraftstoffe und Grundstoffe ("X") verwendet werden kann. Er ist Gründungsdirektor des PtX Lab Lausitz. Der "Think-and-do-Tank für Kraftstoffe und Grundstoffe aus grünem Wasserstoff" mit Sitz in Cottbus hat zum Ziel, eine technische und ordnungspolitische Grundlage für die umweltfreundliche Herstellung und Nutzung von PtX-Produkten zu schaffen. Im Laufe seiner Arbeit hat er verschiedenen Firmen (z. B. Naturstrom) und Organisationen (z. B. Eurosolar, WRF), mitgegründet oder sich dort engagiert (z. B. Greenpeace, atmosfair).

### Mitgliedschaften, Beiräte und Tätigkeiten
Von 1976 bis 1978 war Lehmann verantwortlich für den Aufbau, die Pflege und den Betrieb eines Datenverwaltungssystems für das Neutrino-Elektron Experiment der Aachen-Padua Kollaboration am CERN in Genf. 1979 war er Mitglied einer Forschungsgruppe am Hüttenkunde Institut, Abt. Block, RWTH Aachen, die sich mit der Messung der Strangschalendicke mittels Elektromagnetischer Wechselfelder befasste. Von 1980 bis 1985 war er Mitglied der „UA1“ Kollaboration am CERN in Genf, wo er unter der Leitung von Carlo Rubbia (Nobelpreis 1984) an der Suche und Entdeckung der intermediären Vektorbosonen am Proton-Antiproton-Speicherring beteiligt war.
Zwischen 1991 und 2000 war er am Wuppertal Institut für Klima, Umwelt und Energie des Wissenschaftszentrums NRW tätig und leitete die Systemanalyse und Simulation. Von 1994 bis 1998 war er Mitglied des Round Table erneuerbare Energien der Preisaufsicht des Ministeriums für Wirtschaft, Mittelstand und Technologie des Landes NRW. Ab 1996 bis 2000 gehörte er dem Gründungsvorstand des European Business Council for a Sustainable Energy Future - E5 an. Zwischen 1997 und 2019 war er Mitglied der Auswahlkommission des Projektes „50 Solarsiedlungen“, das später als „100 Klimaschutzsiedlungen“ bekannt wurde und vom Land NRW in Zusammenarbeit mit der Energie Agentur NRW durchgeführt wurde.
1998 bis 2000 gehörte er dem Aufsichtsrat der Naturstrom AG an. Er war auch Mitglied der Enquete-Kommission des Deutschen Bundestages zur „Nachhaltigen Energieversorgung unter den Bedingungen der Globalisierung und der Liberalisierung“ zwischen 2000 und 2002 sowie Mitglied der Enquete-Kommission des Bayerischen Landtages „Mit neuer Energie in das neue Jahrtausend“ zwischen 1999 und 2003. 2000 bis 2003 war er Director der Solutions and Innovations Unit bei Greenpeace International in Amsterdam.  Von 2004 bis 2020 war er beim Umweltbundesamt tätig und leitete dort den Fachbereich I für Umweltplanung und Nachhaltigkeitsstrategie. 2011 wurde Lehmann Mitglied des World Resources Forum Boards, einer Plattform für Nachhaltigkeit und Ressourceneffizienz. Bereits 2016 trat er dem German-Japanese Energy Transition Council (GJETC) bei, einer Organisation, die sich mit der Energiewende in Deutschland und Japan befasst. Im Jahr 2022 übernahm er den Vorsitz des Aufsichtsrats der atmosfair gGmbH, einer Organisation, die sich auf Klimaschutzprojekte spezialisiert hat und daran arbeitet, den CO2-Fußabdruck zu reduzieren und den Klimawandel zu bekämpfen.

### Gründungen
1985 gründete er das Ingenieurbüro „UHL Data“ für Softwareentwicklung, das sich auf Systemanalyse und Systemsimulation in der Energietechnik und im Umweltschutz spezialisierte. 1988 gehörte er zu den Mitbegründern von Eurosolar und bekleidete verschiedene Positionen in dieser Organisation, darunter Deutscher Vorsitzender und ab 2000 Europäischer Vizepräsident. 2000 gründete und leitete er das Institute for Sustainable Solutions and Innovations (ISUSI) in Aachen. 2019 gründete er den Verein „Leben im Einklang mit der Natur“ und wurde zum Vorstand ernannt. Gleichzeitig war er Mitbegründer der Bewegung „Omas for Future“, beide Projekte in Zusammenarbeit mit Cordula Weimann. 2021 gründete und leitete Lehmann das „PTX Lab Lausitz“, ein Projekt der Z-U-G gGmbH, das darauf abzielt, innovative Lösungen im Bereich erneuerbarer Energien zu entwickeln und voranzutreiben.

### Lehrtätigkeit und Promotion
Seit 1985 hat er an verschiedenen Universitäten gelehrt. Von 1985 bis 1998 hatte er Lehraufträge an der Fachhochschule Aachen, Abt. Jülich, und unterrichtete unter anderem Wahlpflichtfächer wie „Angewandte Informatik in der Energietechnik“ und „Solararchitektur“. Seine Promotion an der Universität Lüneburg, im Jahre 2003, widmete sich dem Thema „Struktur und Dynamik von Energiesystemen auf Basis erneuerbarer Energien“. Zwischen 2001 und 2015 unterrichtete er als Gastdozent an der Leuphana Universität Lüneburg in den Fachbereichen Umweltwissenschaften und betreute einige Masterarbeiten sowie zwei Promotionen.

## Publikationen
Er ist Herausgeber der „Factor X“ Buchreihe und Mitautor verschiedener Publikationen. Im Zeitraum seit 1981 veröffentlichte er zahlreiche Zeitschriftenartikel und hielt Vorträge bzw. Webinare.

### Beteiligung an Büchern
- 1995: Mitautor von „Sustainable Europe“, Studie und Buch veröffentlicht durch Friends of the Earth, Brüssel, Februar 1995.
- 1995: „Zukunftsenergien - Strategien einer neuen Energiepolitik“, geschrieben mit T. Reetz, Birkhäuser Verlag, Basel, Berlin, 1995.[16]
- 1996: „Sonne, Wasser, Wind und mehr ...“, geschrieben mit: P. Blenkers und T. Reetz, Verbraucher-Zentrale NRW, Düsseldorf 1996.
- 1998: „Long-term integration of renewable energies into the european energy system and its potential economic and environment impacts“, A. Andrew et al. („LTI Research Team“), Physica Verlag, 1998.[17]
- 1998: „Erneuerung von Gemeinden und Regionen durch Erneuerbare Energie“, Mitautor, I. Pontenagel (Hrsg.), EUROSOLAR-Verlag, Bochum 1998.
- 1999: „Uso Racional de Energía - Eficiencia Energética y Energías Renovables - Manual para Consultores y Expertos“, Mitautor und Mitherausgeber (mit M. Kruska) des Buches und der CD-ROM, Ministerio de Energía y Minas, Carl Duisberg Ges., PAE, Lima 1999.[18]
- 2000: „Stoffströme beim Modernisieren - Einsparpotenzial, Konstruktionsvergleiche, Rechenbeispiele“, geschrieben mit C. Stanetzky, Schriften des Ministeriums für Bauen und Wohnen NRW (MBW), Nr. 2.36-2000, Landesinstitut für Bauwesen des Landes NRW, Aachen 2000.[19]